# Tirà carafosc
El tirà carafosc (Muscisaxicola maclovianus) és un ocell de la família dels tirànids (Tyrannidae).

## Hàbitat i distribució
Habita zones obertes i vessants pedregosos del sud de Xile i sud de l'Argentina.